# 565
| [ Edytuj tabelę ]          |                                                   |
| Król Bernicji              | - 560 Adda 568                                    |
| Cesarz Bizancjum           | - 527 Justynian I Wielki 565 - 565 Justyn II 578  |
| Król Essexu                | - 527 Aescwine 587                                |
| Król Franków               | - 561 Guntram I 592                               |
| Król Franków w Austrazji   | - 561 Sigebert I 575                              |
| Król Franków w Neustrii    | - 561 Charibert I 567                             |
| Cesarz Japonii             | - 539 Kinmei 571                                  |
| Król Kentu                 | - 560 Ethelbert I 616                             |
| Patriarcha Konstantynopola | - 552 Eutychiusz 565 - 565 Jan III Scholastyk 577 |
| Władca Korei               | - 559 P’yŏngwŏn 590                               |
| Król Longobardów           | - 546 Audoin 565 - 565 Alboin 572                 |
| Król Mercji                | - 501 Cnebba (?) 566                              |
| Papież                     | - 561 Jan III 574                                 |
| Król Persji                | - 531 Chosrow I 579                               |
| Król Wessexu               | - 560 Ceawlin 592                                 |
| Król Wizygotów             | - 554 Atanagild 567                               |

Rok 565 / DLXV
stulecia: V wiek ~
VI wiek ~
VII wiek

lata: 555 «
560 «
561 «
562 «
563 «
564 «
565
» 566
» 567
» 568
» 569
» 570
» 575

## Zmarli
- 6 lutego – K'an Joy Chitam I, majański władca miasta Palenque
- 13 marca – Belizariusz, wódz wschodniorzymski
- 14 listopada – Justynian I Wielki, cesarz wschodniorzymski